# Trogoderma fasciferum
Trogoderma fasciferum är en skalbaggsart som beskrevs av Willis Blatchley 1914. Trogoderma fasciferum ingår i släktet Trogoderma och familjen ängrar. Inga underarter finns listade i Catalogue of Life.